# 高橋秀雄 (音響監督)
高橋 秀雄（たかはし ひでお）は、日本の男性音響監督。

## 来歴・人物
音響スタジオHALF H・P STUDIOや神南スタジオで音響制作を担当した後、1999年にドリーム・フォースを設立。2001年には声優のマネジメントを行う芸能プロダクションである「アクアライト」（2003年より有限会社メディアフォースに商号変更。2012年4月に整音スタジオと合併し株式会社化）を設立。同年1月、アニメーション制作事業に参入。グロス請けを請負うまでとなったが、2013年11月30日、アニメーション制作事業を株式会社Peace&Kindnessに譲渡した。2014年2月24日付で事業停止。破産申請の準備に入ったと報じられた。

## 参加作品

### テレビアニメ
※特記のない限り、音響監督としての参加。 

1994年
- X-メン（ - 1995年：日本語版制作担当 ※中野徹と連名）

1996年
- こちら葛飾区亀有公園前派出所（音響制作協力）

1998年
- ビーストウォーズII 超生命体トランスフォーマー

1999年
- ぐるぐるタウンはなまるくん
- 週刊ストーリーランド
- 神八剣伝

2000年
- 妖しのセレス
- コレクター・ユイ(第2期)
- アニメまんざい

2001年
- グラップラー刃牙
- グラップラー刃牙-最大トーナメント編-
- バビル2世（新：平成版）
- ヒカルの碁[2]
- フォルツァ!ひでまる

2002年
- 幻魔大戦 神話前夜の章
- G-onらいだーす
- バロムワン
- ハングリーハート　WILD STRIKER
- ふぉうちゅんドッグす
- 魔王ダンテ

2003年
- L/R -Licensed by Royal-
- PAPUWA
- 妄想科学シリーズ　ワンダバスタイル

2004年
- B-伝説! バトルビーダマン
- 流星戦隊ムスメット

2005年
- UG☆アルティメットガール
- B-伝説! バトルビーダマン 炎魂

2007年
- レ・ミゼラブル 少女コゼット

2009年
- チェブラーシカ あれれ?
- プリンセスラバー!

2010年
- 生徒会役員共

2012年
- 朝まで授業chu!
- K　※田中亮と共同

2013年
- キューティクル探偵因幡
- COPPELION

### OVA
1997年
- 真奈美&ナミ スプライト

2002年
- アーケードゲーマーふぶき
- こすぷれCOMPLEX

2004年
- 低俗霊DAYDREAM

### ドラマCD
- 愛だけ★足りない
- あひるの王子さま
- アフター5はKISSの雨シリーズ
  - アフター5はKISSの雨1（音響演出）
  - アフター5はKISSの雨2（音響演出）
- SSG ～名門男子校血風録～1 ドラマCD
- しょせんケダモノシリーズ
  - しょせんケダモノ
  - しょせんケダモノ 2 妖狐、につまる
- チェリーボーイ作戦シリーズ
  - チェリーボーイ作戦～むりやり発情期～
  - チェリーボーイ作戦～夜ごとのロマンティック～
- 生意気な遺伝子 Long Version（演出）
- HANON ハノン
- パパとKISS IN THE DARKシリーズ
  - パパとKISS IN THE DARK 1
  - パパとLOVING ALL NIGHT 2
  - パパとDEEP IN THE FOREST 3
  - パパとUNDER THE MOONLIGHT 4
- ビッグガンを持つ男シリーズ
  - ビッグガンを持つ男 ～朝な夕なに乱されて～
  - ビッグガンを持つ男 ～薔薇の鎖で縛めて～
- Falcom SPECIAL BOX '97 - ファルコム・スペシャル・ボックス'97
- 優しくて棘があるシリーズ
  - 優しくて棘がある
  - 優しくて棘があるDANGER～愛はすべてを奪い合う～
  - 優しくて棘があるMELLOW～眠れぬ夜は狂おしく～
- わがままプリズナー

### 吹き替え演出
- ディープ・ショック
- ディープ・リミット 限界深度
- デイズ・オブ・グローリー
- 善き人のためのソナタ
- ウエディング・クラッシャーズ
- ゾンビ・ザ・リターン

### その他
- 新選組インターネットラジオ